# Phyllotocus darlingtoni
Phyllotocus darlingtoni är en skalbaggsart som beskrevs av Britton 1957. Phyllotocus darlingtoni ingår i släktet Phyllotocus och familjen Melolonthidae. Inga underarter finns listade i Catalogue of Life.